# Diocèse de Kenge
Le diocèse de Kenge (en latin Dioecesis Kengensis) est un diocèse catholique en République démocratique du Congo, suffragant de l'archidiocèse de Kinshasa. Son évêque est actuellement Jean-Pierre Kwambamba Masi, prêtre du même diocèse. 

## Histoire
La préfecture apostolique de Kenge est créée le 5 juillet 1957 par la bulle Illa spei du pape Pie XII, à partir de territoires du vicariat apostolique de Kikwit et du vicariat apostolique de Kisantu. Le 6 juillet 1963, la préfecture apostolique est élevée au rang de diocèse par la bulle Ut omnia du pape Paul VI.

## Chronologie des ordinaires

### Préfet apostolique
- Jean Van der Heyden, S.V.D. (6 décembre 1957 - 6 juillet 1963)

### Évêques
- Franz Hoenen, S.V.D. (6 juillet 1963 - 25 avril 1974)
- Dieudonné M'Sanda Tsinda-Hata (25 avril 1974 - 1er juin 1999)
  - Gaspard Mudiso Mundla, S.V.D. (13 décembre 1997 - 1er juin 1999), évêque coadjuteur
- Gaspard Mudiso Mundla, S.V.D., (1er juin 1999 - 20 mai 2018)
- Jean-Pierre Kwambamba Masi (depuis le 20 mai 2018)

## Statistiques
| année | baptisés | population totale | pourcentage | prêtres (total) | prêtres séculiers | prêtres réguliers | catholiques par prêtre | diacres | religieux | religieuses | paroisses |
| ----- | -------- | ----------------- | ----------- | --------------- | ----------------- | ----------------- | ---------------------- | ------- | --------- | ----------- | --------- |
| 1970  | 114 410  | 397 331           | 28,8        | 63              | 6                 | 57                | 1.816                  |         | 79        | 84          |           |
| 1980  | 147 230  | 424 771           | 34,7        | 48              | 8                 | 40                | 3.067                  |         | 62        | 80          | 24        |
| 1990  | 300 438  | 586 000           | 51,3        | 78              | 48                | 30                | 3.851                  |         | 50        | 87          | 23        |
| 1999  | 357 228  | 743 200           | 48,1        | 64              | 48                | 16                | 5.581                  |         | 66        | 111         | 27        |
| 2000  | 361 610  | 748 425           | 48,3        | 62              | 46                | 16                | 5.832                  |         | 73        | 100         | 29        |
| 2001  | 366 138  | 756 973           | 48,4        | 64              | 46                | 18                | 5.720                  |         | 47        | 107         | 27        |
| 2002  | 370 201  | 760 752           | 48,7        | 68              | 46                | 22                | 5.444                  |         | 47        | 110         | 27        |
| 2003  | 374 305  | 764 758           | 48,9        | 65              | 49                | 16                | 5.758                  |         | 36        | 106         | 27        |
| 2004  | 380 863  | 768 996           | 49,5        | 66              | 46                | 20                | 5.770                  |         | 39        | 105         | 27        |
| 2006  | 396 721  | 800 526           | 49,6        | 66              | 49                | 17                | 6.010                  |         | 41        | 106         | 27        |
| 2013  | 568 000  | 1 083 000         | 52,4        | 72              | 54                | 18                | 7.888                  |         | 38        | 153         | 27        |
| 2016  | 596 240  | 1 043 106         | 57,2        | 85              | 64                | 21                | 7.014                  |         | 36        | 95          | 28        |
| 2019  | 655 000  | 1 144 000         | 59,3        | 112             | 87                | 25                | 5.848                  |         | 42        | 98          | 29        |
| 2021  | 697 600  | 1 175 800         | 59,2        | 101             | 84                | 17                | 6.906                  |         | 31        | 170         | 36        |

## Territoire
Le diocèse comprend la ville de Kenge, et est divisé en 27 paroisses regroupées en 7 doyennés.
- Doyenné de Kenge :
  - Saint-Esprit de Kenge I (1959)
  - Notre-Dame de la Paix de Kenge I (1975)
  - Cathédrale Mwense Anuarite de Kenge I (1985)
  - Saint Kisito de Kenge II (1955)

- Doyenné de Masamuna
  - Sainte Thérèse de Masamuma (1961)
  - Saint Michel de Kimafu (1961)
  - Saint-Etienne de Kalenge (1967)
  - Saint Christophe de Misele (2012)

- Doyenné de Bandundu
  - Saint Hyppolite de Bandundu-Ville (1901/1929)
  - Saint Paul de Bandundu-Ville
  - Yezu Kristu de Bandundu-Ville
  - Nto Luzingu de Bandundu-Ville
  - Notre-Dame du Rosaire de Bandundu-Ville
  - Saints Pierre et Paul de Dima-Lumbu (1960)

- Doyenné de Lonzo
  - Bambangi ya Uganda de Lonzo (1962)
  - Sainte Cécile de Pont Kwango (1993)
  - Centre agricole de Lwono (1983)

- Doyenné de Kimbau
  - Saint François Xavier de Kimbau (1961)
  - Saints Martyrs d'Ouganda de Matari (1959)

- Doyenné de Fatundu
  - Notre-Dame de Fatundu (1960)
  - Sacré-Cœur de Ngi (1929)
  - Saint Matthias Morumba de Misay (1958)
  - Saint Jean-Marie Vianney de Kingala Matele (1970)
  - Saint Thomas de Kolokoso (1962)

- Doyenné de Bagata
  - Saint Joseph de Bagata (1955)
  - Saint Augustin de Beno (1930)
  - Nzanguka de Banzaluke (1958)
  - Saint Pierre de Masanzay (1962)